# Odontolytes loretoensis
Odontolytes loretoensis är en skalbaggsart som beskrevs av Zdzisława Stebnicka 2002. Odontolytes loretoensis ingår i släktet Odontolytes och familjen Aphodiidae. Inga underarter finns listade i Catalogue of Life.